# Boscabel
Boscabel is een plaats in de regio Great Southern in West-Australië.
Boscabel werd officieel gesticht in 1913. In 1912 had een plaatselijke 'Progress Association' de naam Boscabel voorgesteld. De naam zou zijn afgeleid van een Engelse naam. In Shropshire bestaat een 'Boscobel House'.
Het dorp maakt deel uit van het lokale bestuursgebied (LGA) Shire of Kojonup, een landbouwdistrict, waarvan Kojonup de hoofdplaats is. Boscabel telde 71 inwoners in 2021 tegenover 218 in 2006.
Boscabel ligt langs de Albany Highway, 250 kilometer ten zuidzuidoosten van de West-Australische hoofdstad Perth, 227 kilometer ten noordnoordwesten van Albany en 15 kilometer ten noorden van Kojonup.